# Listă de scriitori brazilieni

## Critici literari
- Januário da Cunha Barbosa (1780-1846)
- Roger Bastide (1898-1974)
- Alfredo Bosi (1936- )
- Antonio Candido (1965- )
- Otto Maria Carpeaux (1900-1978)
- Afrânio Coutinho (1911-2000)
- Barreto Filho (1908- )
- Manuel de Oliveira Lima (Oliveira Lima) (1867-1928)
- João Francisco Lisboa (1812-1863)
- Gonçalves de Magalhães (1811-1822)
- Wilson Martins (1921- )
- Mário Matos
- Alcides Castilho Maya (Alcides Maya) (1878-1944)
- Odorico Mendes (1799-1864)
- José Guilherme Merquior (1941-1991)
- Augusto Meyer (1902-1970)
- Lúcia Miguel Pereira (? -1959)
- Fernandes Pinheiro (1826-1878)
- Alfredo Gustavo Pujol (Alfredo Pujol) (1865-1930)
- Sotero dos Reis (1800-1871)
- Dirce Cortes Riedel (1915- )
- Sílvio Romero (1851-1914)
- Joaquim Norberto de Souza e Silva (1820-1891)
- Diogo Mainardi (1962-)

## Cronicari
- Rubem Braga (1913–1990)
- Luis Fernando Veríssimo
- Paulo Mendes Campos
- Mario Prata
- João do Rio
- Fernando Sabino (1923–2004)
- João Ubaldo Ribeiro

## Dramaturgi
- Augusto Boal (1931-)
- Dias Gomes (1922-1999)
- Gianfrancesco Guarnieri (1934-2006)
- Plínio Marcos de Barros (1935-1999)
- Flávio Moreira da Costa (1942- )
- Nelson Rodrigues (1912-1980)
- Luiz Duarte (1956-)
- Miguel M. Abrahão (1961-)

## Filozofi
- Mário Ferreira dos Santos
- Vilém Flusser
- Olavo de Carvalho
- Vicente Ferreira da Silva
- Miguel Reale

## Jurnaliști
- Paulo Francis
- Quintino Bocaiúva
- Sergio Buarque de Hollanda (1902-)
- Ruy Castro
- Elsie Lessa
- Ivan Lessa
- José do Patrocínio
- Xico Sá
- Mario Sergio Conti
- Zuenir Ventura
- Manuel Eduardo Pinheiro Campos

## Poeți
- Cruz e Souza (1861-1898)
- Bruno Tolentino (1940-2007)
- Mário de Andrade (1893 - 1945)
- Álvares de Azevedo (1831-1852)
- Manuel Bandeira (1886-1968)
- Olavo Bilac (1865-1918)
- Francisco "Chico" Buarque de Hollanda (1944-)
- João Cabral de Melo Neto (1920-1999)
- Carpinejar (1972-)
- Cora Coralina (1889-1985)
- Ana Cristina César (1952-1983)
- Gonçalves Dias (1823-1864)
- Augusto dos Anjos (1884-1914)
- Carlos Drummond de Andrade (1902-1987)
- Ferreira Gullar (1930-)
- Eduardo de Paula Barreto "O Poetizador" (1963)
- Hilda Hilst (1930-2004)
- Augusto de Lima (1859-1934) journalist
- Paulo Leminski
- Cláudio Manuel da Costa (1729-1789)
- Gregório de Mattos (1636-1696)
- Cecília Meireles (1901-1964)
- Murilo Mendes
- Vinícius de Moraes (1913-1980)
- Adalgisa Nery (1905-1980)
- Torquato Neto
- João Pedro Roriz (1982-)
- Mario Quintana (1906-1994)
- Cassiano Ricardo (1895-1974)
- Santa Rita Durão (1722-1784)
- Abgar Renault (1901-1995)
- Marcia Theophilo (1941-)

## Romancieri
- Cruz e Souza (1862-1898)
- Antônio Gonçalves Teixeira e Souza (Teixeira e Souza) (1812-1861)
- Bocage (1765-1805)
- Cacaso
- Sousândrade (1833-1902)
- Colombina (1882-1963)
- Ganganelli (Saldanha Marinho)
- Miguel M. Abrahão (1961-)
- Cláudio Abramo
- Capistrano de Abreu (1853 - 1927)
- Casimiro de Abreu (1839-1860)
- Ignacio Accioli de Cerqueira e Silva (1808-1865)
- Francisco Adolfo de Varnhagen (1816-1878)
- Emílio Adet (1818-1867)
- Manuel Aires do Casal (1754?-1821)
- José d'Abreu Albano (1882-1923)
- Leônidas de Albuquerque
- Urda Alice Klueger
- Denis Mandarino (1964-)
- Guilherme de Almeida
- José de Alencar (1829-1877)
- Araripe Júnior (1848-1911)
- Silva Alvarenga (1749-1814)
- Francisco Alvim (1938-)
- Manoel Alves Branco (visconde de Caravelas) (1797-1854)
- Ziraldo Alves Pinto (1932-)
- Antônio de Castro Alves (1847-1862)
- Rubem Alves (1933-)
- Jorge Amado (1912-2001)
- Amadeu Ataliba Arruda Amaral Leite Penteado (1875-1929)
- José Américo de Almeida (1887-1980)
- Joaquim do Amor Divino Caneca (1779-1825)
- Alceu Amoroso Lima (1893-1983)
- Mário de Andrade (1893-1945)
- Oswald de Andrade (1890-1954)
- Jorge Andrade (1922-1984)
- José Antonio Martino
- José Antônio do Vale Caldre e Fião
- Manuel Antônio de Almeida (1831-1861)
- Romualdo Antônio de Seixas (1787-1860)
- Tomás Antônio Gonzaga (1744-1819)
- João Antônio
- Arnaldo Antunes (1960-)
- Marçal Aquino (1958-)
- Graça Aranha (1868-1931)
- Manuel de Araújo Ferreira Guimarães (1777-1838)
- Manuel de Araújo Porto-Alegre (1777-1838)
- Nelson de Araújo
- José Arbex Jr.
- Afonso Arinos (1868-1916)
- Machado de Assis (1839-1908)
- Austregésilo de Athayde
- Antônio Augusto de Queiroga (1812-1855)
- Aluísio de Azevedo (1857-1913)
- Álvares de Azevedo (1831-1852)
- Artur Nabantino Gonçalves de Azevedo (1855-1908)
- Sylvio Back
- Manuel Bandeira (1886-1968)
- Domingo Caldas Barbosa (1740-1800)
- Frederico Barbosa
- Ruy Barbosa (1849-1923)
- Caco Barcellos
- Sérsi Bardari (1954-)
- João de Barros Falcão (1807-1888)
- Manoel Wenceslau Leite de Barros (1916-)
- Gustavo Barroso
- Tobias Barreto de Meneses (1839-1889)
- Lima Barreto (1881-1922)
- Nicolas Behr
- Lúcia Benedetti (1914-1998
- Olavo Bilac (1865-1918)
- Pedro Bloch
- Augusto Boal (1931-)
- Manuel Bonfim
- José Bonifácio Ribeiro de Andrada Machado e Silva = Américo Elísio is the pseudonymous (1763-1838)
- Raul Bopp (1898-1984)
- Hermilo Borba Filho (1917-1976)
- Domingos Borges de Barros (Visconde de Pedra Branca) (1779-1855)
- Botelho de Oliveira (1636-1711)
- Rubem Braga (1913-)
- Francisco Bernardino Ribeiro (1815-1837)
- Aurélio Buarque de Holanda Ferreira (1910–1989)
- Francisco "Chico" Buarque de Hollanda (1944-)
- Sérgio Buarque de Holanda (1902-1982)
- Cristovam Buarque
- João Cabral de Melo Neto (1920-1999)
- Domingos Caldas Barbosa (1740-1800)
- Sousa Caldas (1762-1814)
- Jorge Caldeira
- Antônio Callado (1917-)
- Miguel Calmon du Pin e Almeida (1794-1865)
- Luís da Câmara Cascudo (Câmara Cascudo) (1898- 1986)
- Joraci Camargo
- Adolfo Caminha (1867-1897)
- Augusto Luiz Browne de Campos (1931-)
- Haroldo de Campos (1929-2003)
- Geir Campos (1924-)
- José Cândido Carvalho (1914-1989)
- Antônio Candido (1918-)
- João Cardoso de Meneses e Sousa, the baron of Paranapiacaba (1827-1915)
- Jorge Cardoso Barreto Jr. (1972-)
- Lúcio Cardoso (1913-1968)
- Joaquim Cardozo (1897-1978)
- Florêncio Carlos de Abreu e Silva
- João Carlos Marinho
- Luís Carlos Martins Pena (1815- 1848)
- Antônio Carlos Ribeiro de Andrada (1773-1823)
- Carlos Nejar (1939-)
- Modesto Carone (1937-)
- Fabrício Carpi Nejar
- Mino Carta (1933-1934)
- Matias de Carvalho e Vasconcelos (1832-1910)
- Ronald de Carvalho (1893-1935)
- Vicente Augusto de Carvalho (1866-1924)
- Bernardo Carvalho (1960-)
- Marcelo Cassaro (1970)
- Josué de Castro (1908-1973)
- Joaquim Caetano da Silva (1810-1873)
- Joaquim Caetano Fernandes Pinheiro (1825-1876)
- Luís Caetano Pereira Guimarães Júnior
- Manuel Cavalcanti Proença (1956-)
- Júlio César de Mello e Costa
- Assis Chateaubriand (1891-1968)
- Marina Colassanti (1937-)
- Paulo Coelho (1947-)
- José Conde
- Cora Coralina
- Raimundo da Mota de Azevedo Correia (1859-1911)
- Alberto da Costa e Silva (1931)
- Hilda Simões Lopes Costa (1946-)
- Afrânio Coutinho (1911-2000)
- Ribeiro Couto
- Ana Cristina Cruz César (1952-1983)
- Gonçalves Crespo (1846-1883)
- Oswaldo Cruz (1872-1917)
- Euclides da Cunha (1866-1909) journalist and
- Januário da Cunha Barbosa
- Viscount of Taunay (1843-1899)
- Claudio Daniel
- Alice Dayrell Caldeira Brant (Helena Morley)
- Lourenço Diaféria (1933)
- Antônio Gonçalves Dias (1823-1864)
- Teófilo Odorico Dias de Mesquita (1854-1889)
- Gilberto Dimenstein (1956)
- Alberto Dines (1932)
- Menotti Del Picchia (1892-1988)
- Luiz Delfino dos Santos (1834-1910)
- Augusto Carvalho Rodrigues dos Anjos (1884-1914)
- Cyro dos Anjos (1906-1994)
- Ladislau dos Santos Titara (1802-1861)
- Autran Dourado (1926-)
- Carlos Drummond de Andrade (1902-1987)
- Roberto Francis Drummond (Roberto Drummond) (1939-2002)
- João Duarte de Lisboa Serra (1818-1855)
- Paulo Duarte
- Osório Duque-Estrada (1870-1927)
- Bernardo Élis (1915-1997)
- Lygia Fagundes Telles (1923-)
- Cristóvão Falcão (1515?-1557?)
- Raymundo Faoro
- Otávio de Faria (1908-1980)
- Moacyr Félix (1926-2005)
- Adonias Filho (1915-1990)
- José Feliciano Fernandes Pinheiro (1774-1847)
- Joaquim Felício dos Santos (1828-1895)
- Rubem Fonseca (1925-)
- Martins Fontes (1884-1937)
- Narbal Fontes (1902-1960)
- Aristides Fraga Lima (1923-)
- Oswaldo França Júnior (1936-1989)
- Paulo Francis (1930–1967)
- Antônio Francisco Dutra e Melo (1823-1846)
- João Francisco Lisboa (1812-1863)
- Tito Franco de Almeida
- Augusto Frederico Schmidt (1906-1965)
- Ezequiel Freire (1850-1891)
- José Ezequiel Freire de Lima (1850-1891)
- Janio de Freitas (1932)
- Ambrósio Fernandes Brandão (1560-1630)
- Florestan Fernandes (1920-1995)
- Millôr Fernandes (1924-)
- Caio Fernando Abreu (1948-1996)
- Luís Fernando Veríssimo (1936-)
- Geraldo Ferraz (1906-1979
- Antônio Ferreira (1528-1569)
- Evaristo Ferreira da Veiga (1799-1834)
- Gilberto Freyre (1900-1987)
- Celso Furtado (1920-2004)
- Fernando Gabeira (1943)
- Juvenal Galeno (1836-1931)
- Trajano Galvão de Carvalho (1830-1864)
- Patrícia Galvão (1910-1962)
- Basílio da Gama (1741-1795)
- Mauro Gama (1938-)
- Luiz Gama (1830-1882)
- Elio Gaspari (1944)
- Zélia Gattai (1916-)
- João Gilberto Noll (1946-)
- Dias Gomes (1923-1999)
- Antônio Gonçalves Teixeira e Sousa (1812-1861)
- Domingos Gonçalves de Magalhães (1811-1882)
- Joaquim Gonçalves Ledo (1781-1847)
- Luís Gonçalves dos Santos (1767-1844)
- Ricardo Gonçalves (1883-1916)
- João Gualberto Ferreira dos Santos Reis (1787-?)
- Gianfrancesco Guarnieri (1934-2006)
- José Guilherme Melquior (1941-1991)
- Alphonsus de Guimaraens (1870-1921)
- Bernardo Guimarães (Bernardo Joaquim da Silva Guimarães) 1825-1884)
- Eduardo Guimarães (1892-1928)
- João Guimarães Rosa (1908-1967)
- Luiz Guimarães Júnior (1845-1898)
- Ferreira Gullar (1930-)
- Hilda Hilst (1930-2004)
- Carlos Heitor Cony (1926-)
- Antônio Houaiss (1915-1999)
- Vladimir Herzog (1930-1975)
- Francisco Iglésias (1923-1999)
- José Inácio Abreu e Lima (1796-1869)
- Paulo Eiró (1836-1871)
- Lêdo Ivo (1924-)
- José J. Veiga (1915)
- Moacir Japiassu, (1942)
- Antônio Joaquim de Melo (1794-1873)
- Feliciano Joaquim de Sousa Nunes
- João Joaquim da Silva Guimarães (1777-1858)
- José Joaquim Corrêa de Almeida (1820-1905)
- José Joaquim Machado de Oliveira (1790-1867)
- José Joaquim Silva
- Manuel Joaquim Ribeiro (? - 1822)
- Antônio José da Silva (O Judeu) (1705-1793)
- Hipólito José da Costa (1774-1823)
- Joaquim José da Silva
- Justiniano José da Rocha (1812-1862)
- Laurinho José da Silva (1826-1864)
- Cândido José de Araújo Viana (1793-1875)
- Lucas José de Alvarenga (1768-1831)
- Paulo José de Melo Azevedo e Brito (1779-1848)
- Cipriano José Barata de Almeida (1762-1825)
- Apolinário José Gomes Porto-Alegre (1844-1904)
- Lycurgo José Henrique de Paiva
- Joaquim José Lisboa (1775-1811)
- Junqueira Freire (1832-1855)
- Mariano José Pereira da Fonseca (1773-1848)
- Benedito Nunes (1929-)
- Ganymédes José
- Francisca Júlia (1874-1920)
- Carvalho Júnior (1855-1879)
- França Júnior (1838-1890)
- Ivan Junqueira (1934-)
- Dalcídio Jurandir (1909-1979)
- Laurence Kliger
- Carlos Lacerda (1914 - 1977)
- Rinaldo de Lamare
- Otto Lara Resende (1922-1992)
- Jean de Léry
- Augusto de Lima
- Jorge de Lima (1895-1953)
- Herman Lima
- Oliveira Lima
- Augusto de Lima (1859-1934)
- José Lino Coutinho (1784-1836)
- José Lino Grünewald (1931-)
- José Lins do Rego (1901-1957)
- Paulo Lins
- Osman Lins (1924-1978)
- Bárbara Eliodora (1759-1819)
- Henriqueta Lisboa (1901-1985)
- Clarice Lispector (1925-1977)
- Paulo Leminski (1944-1989)
- Monteiro Lobato (1882-1948)
- José Elói Otôni (1764-1851)
- Caetano Lopes de Moura (1780-1860)
- Júlia Lopes de Almeida
- B. Lopes (1859-1916)
- Ignácio de Loyola Brandão (1937)
- Aureliano Lessa (1828-1861)
- Elsie Lessa (1912-2000)
- Ivan Lessa (1935)
- Orígenes Lessa (1903-1986)
- Lya Luft (1938-)
- Cândido M. de Azeredo Coutinho (?-1878)
- Lúcia Machado de Almeida (1910-2005)
- Gilka Machado (1893-1980)
- Alcântara Machado (1901-1935)
- Aníbal Machado (1894-1964)
- Dionélio Machado (1895-1985)
- Gonçalves de Magalhães (1811-1882)
- Celso Magalhães
- Couto Magalhães (1838-1898)
- Diogo Mainardi (1962)
- Cláudio Manuel da Costa (Glauceste Satúrnio) (1729-1789)
- Joaquim Manuel de Macedo (1820-1882)
- João Manuel Pereira da Silva (1817-1898)
- José Marcelo Siviero (1984)
- Plínio Marcos (1935-)
- José Maria da Silva Paranhos (1819-1880)
- José Maria do Amaral (1813-1885)
- Ana Maria Machado(1941-)
- José Maria Velho da Silva (1811-1901)
- José Mariano da Conceição Veloso (1742-1811)
- Olegário Mariano (1889-1958)
- Roberto Marinho (1904–2003)
- Francisco Marins
- Agostinho Marques Perdigão Malheiros (1824-1881)
- Wilson Martins (1921-)
- Gregório de Matos (1636-1695)
- Roberto da Matta
- José Mauro de Vasconcelos (1920-1984)
- Leila Miccolis (1947-)
- Lúcia Miguel Pereira
- Dante Milano (1899–1991)
- Augusto Emílio Zaluar (1825-1882)
- Ana Miranda (1951-)
- Cecília Meireles (1901-1964) poet
- Thiago de Mello (1926-)
- Francisco de Melo Franco (1757-1823)
- Patrícia Melo
- Gilberto Mendonça Teles (1931-)
- Paulo Mendes Campos (1922- 1991)
- Murilo Mendes (1901-1975)
- Emílio de Menezes (1866-1918)
- Holdemar Menezes (1921-1996)
- Francisco de Montesuma (1794-1870)
- Francisco Mont'Alverne (1784-1859)
- Josué Montello (1917-)
- Vianna Moog
- Leonardo de Moraes (1977)
- Vinícius de Morais (1913-1980)
- Fernando Morais (1946)
- Leonardo Mota
- Mauro Mota (1912-1984)
- Gauss Moutinho Cordeiro
- Francisco Muniz Barreto (1804-1868)
- Francisco Muniz Tavares (1793-1876)
- José Murilo de Carvalho (1939-)
- Carolina Nabuco
- Joaquim Nabuco (1849—1910)
- Raduan Nassar (1935-)
- José da Natividade Saldanha (1796-1830)
- Pedro Nava (1903-1984)
- Antônio Nobre
- Joaquim Noberto de Sousa e Silva (1820-1891)
- Adalgisa Nery
- Sebastião Nery
- Pedro Neschling
- Coelho Neto (1864-1934)
- Torquato Neto (1944-1972)
- Alberto de Oliveira (1859-1937)
- Manuel de Oliveira Paiva (1861-1892)
- José do Patrocínio
- Francisco de Paula Brito (1809-1861)
- Francisco de Paula Menezes (1811-1857)
- Rachel de Queiroz (1910-2003)
- João do Rio (1881-1921)
- Miguel do Sacramento Lopes (1791-1852)
- Francisco de Sales Tôrres (1822-1891)
- Francisco de Santa Tereza de Jesus Sampaio (1778-1830)
- Manuel de Santa Maria Itaparica (1704-1768)
- Francisco de São Carlos (Francisco de S. Carlos) (1768-1829)
- Baltazar da Silva Lisboa (1761-1840)
- Joaquim da Silva Guimarães = Bernardo Guimarães (Bernardo Joaquim da Silva Guimarães) or João Joaquim da Silva Guimarães who is Bernardo Guimarães's father
- José da Silva Lisboa (1756-1835)
- Auta de Sousa (1876-1901)
- Inglês de Sousa (1853-1918)
- José de Souza Azevedo Pizaro e Araújo (1756-1834)
- Teixeira de Souza (1812-1861)
- Péricles Eugênio da Silva Ramos (1919-)
- Evaristo Ferreira da Veiga (1799-1837)
- Francisco de Xavier Baraúna (1785-1846)
- Manuel Odorico Mendes (1799-1864)
- Domingos Olímpio (1850-1906)
- Francisco Otaviano de Almeida Rosa (1825-1889)
- Mário Palmério (1916-1996)
- Luís Paulino Pinto da França (1771-1824)
- José Paulo Paes (1916-)
- Sérgio Paulo Rouanet (1934-)
- Ivan Pedro de Martins (1914-2003)
- Dom Pedro II (1825-1891)
- João Pedro Roriz
- Afrânio Peixoto (1876-1947)
- Alvarenga Peixoto (1744-1792)
- Cornélio Pena (1896-1958)
- Martins Pena (1815-1848)
- Antônio Pereira de Sousa Caldas (1762-1814)
- Bernardo Pereira de Vasconcelos (1795-1850)
- Vicente Pereira de Carvalho Guimarães (1820-?)
- Emiliano Perneta (1866-1921)
- Camilo Pessanha (1867-1926)
- Décio Pignatari (1927-)
- Paulo Pinheiro Chagas (1906-1983)
- Silvestre Pinheiro Ferreira (1769-1846)
- Nélida Piñon (1937-)
- Raul Pompéia (1863-1895)
- Eduardo Portella
- Stanislaw Ponte Preta (1923-1968)
- Adélia Prado (1935-)
- Paulo Prado
- Mario de Miranda Quintana (1906-1994)
- Guerreiro Ramos
- Graciliano Ramos (1892-1953)
- Ricardo Ramos (1929-)
- Godofredo Rangel (1884-1951)
- Samuel Rawett (1929-1984)
- Miguel Reale
- Marques Rebelo (1907-1973)
- Marcos Rey (1925-1999)
- José Rezende Filho (1929-1977)
- Silvério Ribeiro de Carvalho (Silvinho Paraopeba) (1746 -1843)
- Darcy Ribeiro (1922-1997)
- Júlio Ribeiro (1845-1890)
- Cassiano Ricardo (1895-1974)
- Santa Rita Durão (1722-1784)
- Lindolfo Rocha (1862-1911)
- Ruth Rocha(1931-)
- Firmino Rodrigues da Silva (1816-1879)
- José Rodrigues Pimentel Maia (1785-1837)
- Nelson Rodrigues (1912-1980)
- Zalina Rolim (1869-1961)
- Affonso Romano de Sant'Anna (1937-)
- Guimarães Rosa (1908-1967)
- Clóvis Rossi (1943)
- Murilo Rubião (1916-1991)
- Luiz Ruffato (1961-)
- Fernando Sabino (1923)
- Antônio Sales
- Plínio Salgado (1901-1975)
- João Salomé de Queiroga (1810-1878)
- Sérgio Sant'Anna (1941-)
- Qorpo Santo (Joaquim de Campos Leão) (1829-1883)
- José Sarney
- Afonso Schmidt (1890-1964)
- Mario Schmidt
- Roberto Schwarz (1938-)
- Moacyr Scliar (1937-)
- Ricardo Semler
- Paulo Setúbal (1893-1937)
- Domingos Simões da Cunha (1755-1824)
- João Simões Lopes Neto (Simões Lopes Neto) 1865-1916)
- Gabriel Soares de Souza
- Mateus Soares de Azevedo
- Francisco Sotero dos Reis (1800-1871)
- Márcio Souza (1946-)
- Ariano Suassuna (1927-)
- Maria Sylvia Carvalho Franco
- Malba Tahan (1895-1974)
- Adelmar Tavares
- Franklin Távora (1842-1888)
- Álvaro Teixeira de Macedo (1807-1849)
- Bento Teixeira (1565- ?) is a Portuguese writer, who is cited in Literature of Brasil.
- Miguel Torres de Andrade
- Dalton Trevisan (1925-)
- João Ubaldo Ribeiro (1941)
- Leo Vaz(1890-1873)
- Fagundes Varela (1841-1875)
- Érico Veríssimo (1905-1975)
- José Veríssimo (1857-1916)
- Oduvaldo Vianna Filho (1936-1974)
- Antônio Vieira (1608-1697)
- Francisco Vilela Barbosa, the marquis of Paranaguá (1769-1846)
- Luiz Villela (1943-)
- Samuel Wainer (1912-1980)
- Alceu de Freitas Wamosy (1895-1923)
- Francisco Weffort
- Nélson Werneck Sodré (-1999)
- Fontoura Xavier (1856-1922)

## Scriitori de non-ficțiune
- Boris Fausto
- Flavio Alves
- Florestan Fernandes
- Alessandra Silvestri-Levy
- Maria Sylvia Carvalho Franco
- Caio Prado Júnior
- Jacintho Antonio de Mattos
- Julio Ximenes Senior

## Teoreticieni politici
- Clodovis Boff
- Leonardo Boff
- Paulo Freire